# Amt St. Paulin

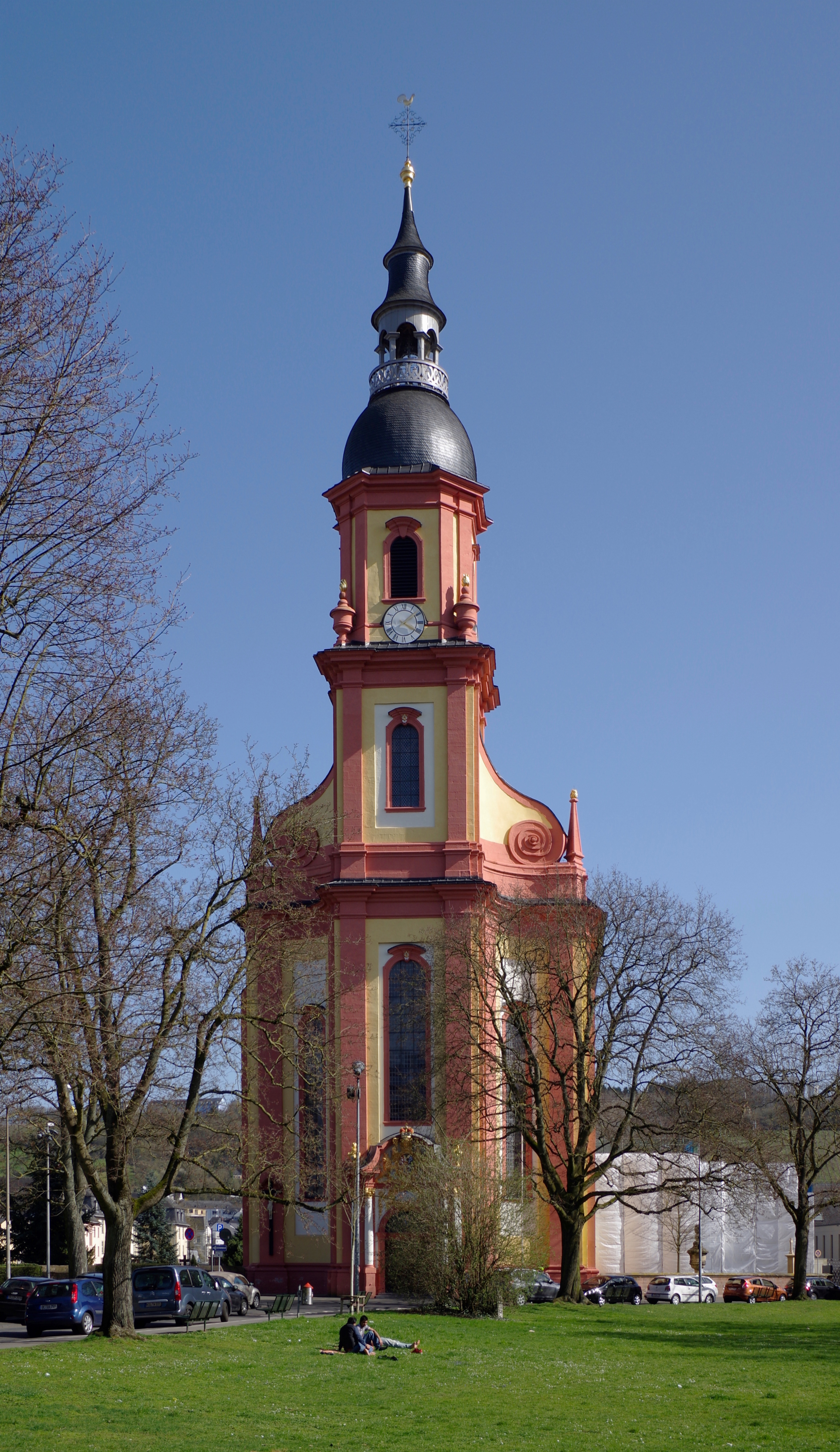
St. Paulin

Das Amt St. Paulin mit Sitz im heutigen Trierer Stadtteil Trier-Nord umfasste in kurtrierischer Zeit neun weit verstreute Ortschaften bei Trier. Der Name geht zurück auf den heiligen Paulinus, Bischof von Trier.
Der Stiftspropst von St. Paulin hatte die Grundherrschaft und die Hoch- und Mittelgerichtsbarkeit.
Benachbarte Ämter waren das Amt Maximin, das Amt Pfalzel und das Amt Grimburg.

## Zugehörige Orte
1. Hedert
2. Huperath
3. Lorich
4. Maar
5. Metzdorf
6. Paulinstraße
7. Ruwer (rechts der Ruwer)
8. Sirzenich
9. Zurleuben

## Geschichte
Das Amt St. Paulin wurde im 14. Jahrhundert von Kurfürst Balduin von Luxemburg eingerichtet und bestand bis 1794.